# Soufflenheim
Soufflenheim (Süfflùm in alsaziano) è un comune francese di 4 796 abitanti situato nel dipartimento del Basso Reno nella regione del Grand Est. La cittadina è famosa per la sua industria del vasellame, da cui deriva l'appellativo Cité des Potiers (Città dei vasai).

## Società

### Evoluzione demografica
Abitanti censiti